# Pinios (Peloponnes)
Der Pinios (griechisch Πηνειός) ist ein etwa 70 Kilometer langer Fluss im Nordwesten der Halbinsel Peloponnes. 
Der Fluss entspringt an der Südseite des Berges Erymanthos und fließt von dort in westlicher Richtung durch den Süden der Ebene von Elis, bis er bei Gastouni in das Ionische Meer mündet.
Seit den 1960er Jahren wurde massiv in den Flusslauf eingegriffen. Nennenswert ist vor allem der Bau einer zwei Kilometer langen Staumauer bei Kendro (Κέντρο, 37° 53′ 43″ N, 21° 26′ 53″ O). Dadurch entstand die Pinios-Talsperre (Τεχνητή Λίμνη Πηνειού), acht Kilometer lang und bis zu sieben Kilometer breit, mit einer Fläche von 19,895 km².

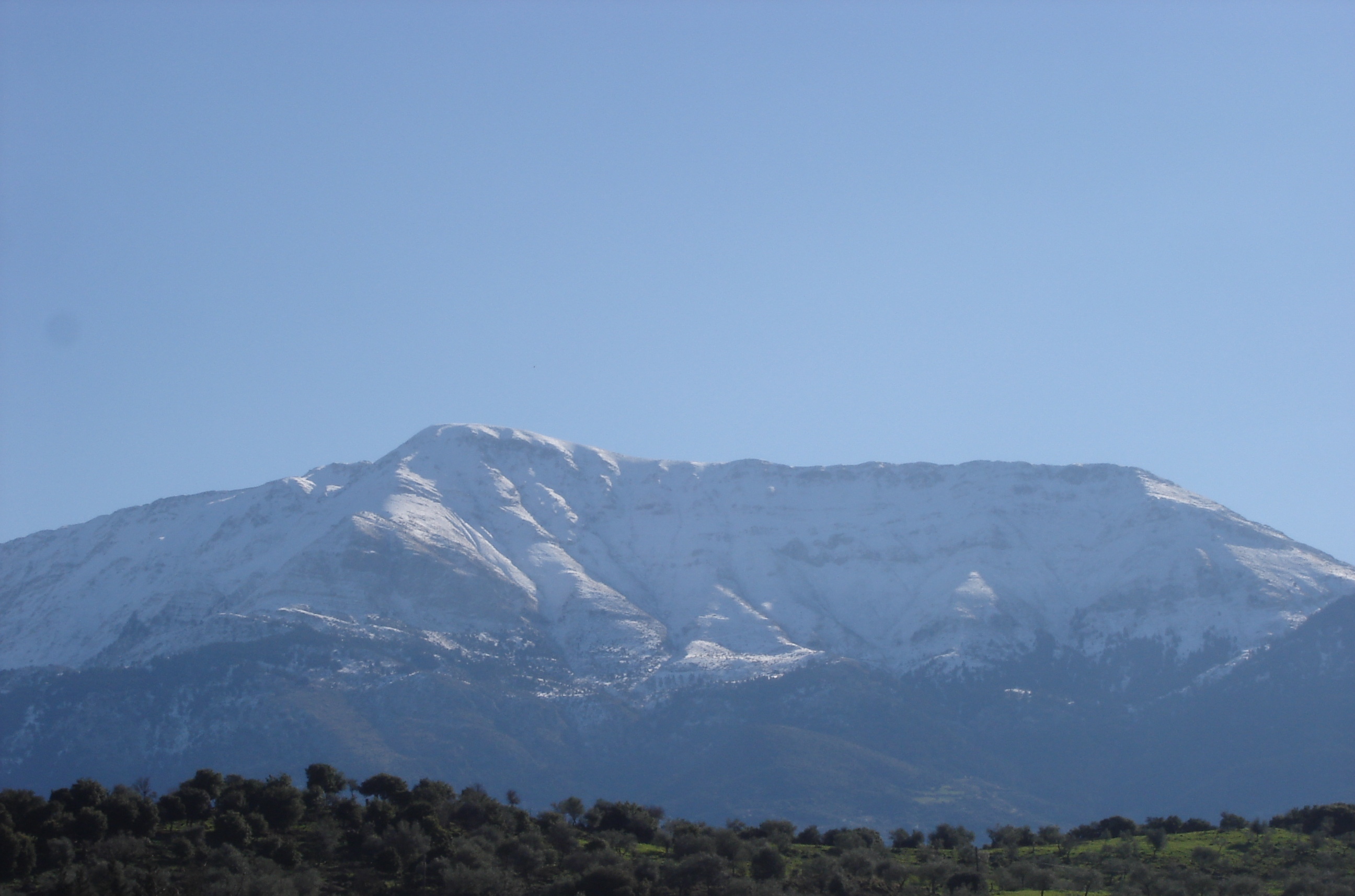
Erymanthos
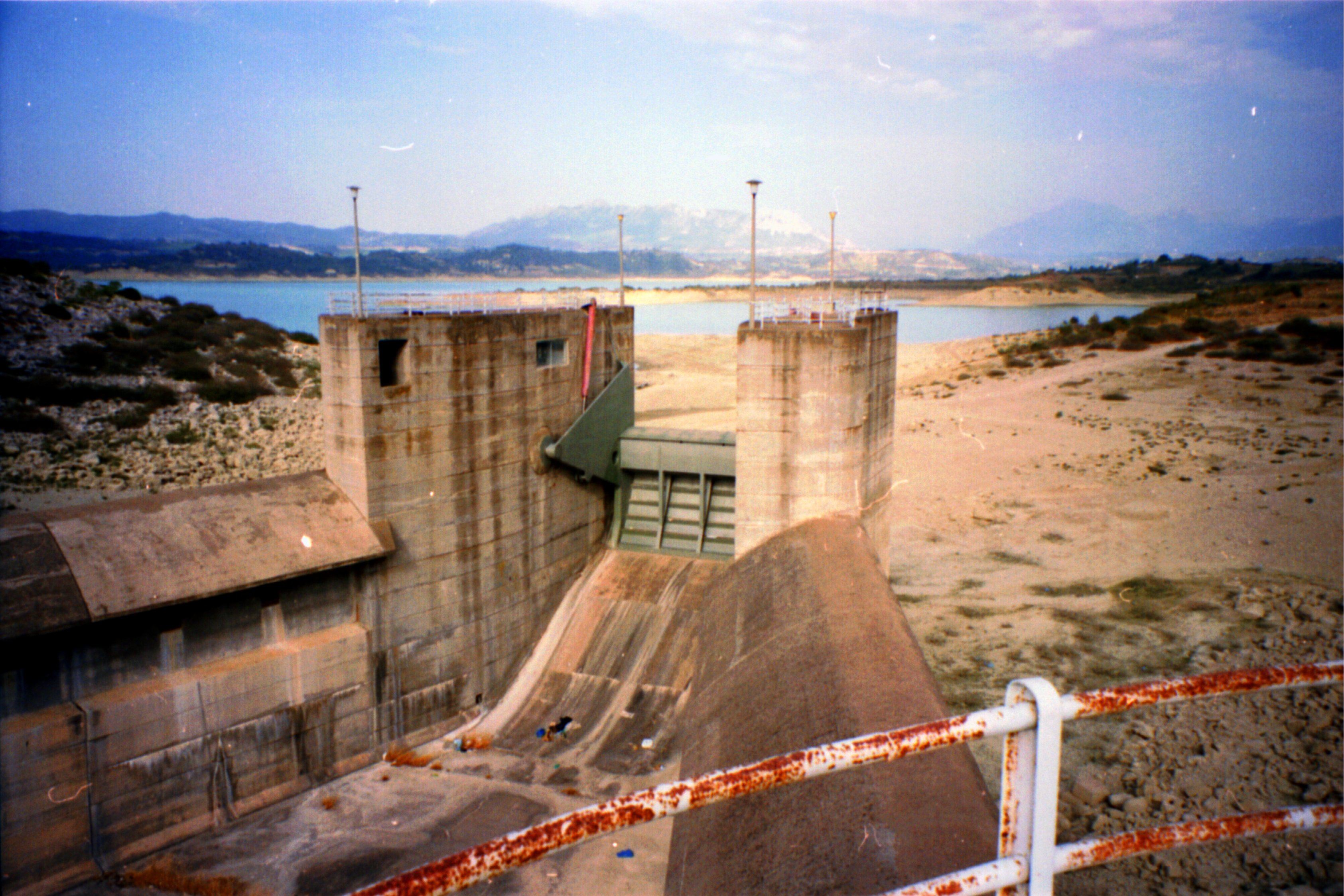
Blick von der Staumauer nach einem heißen Sommer
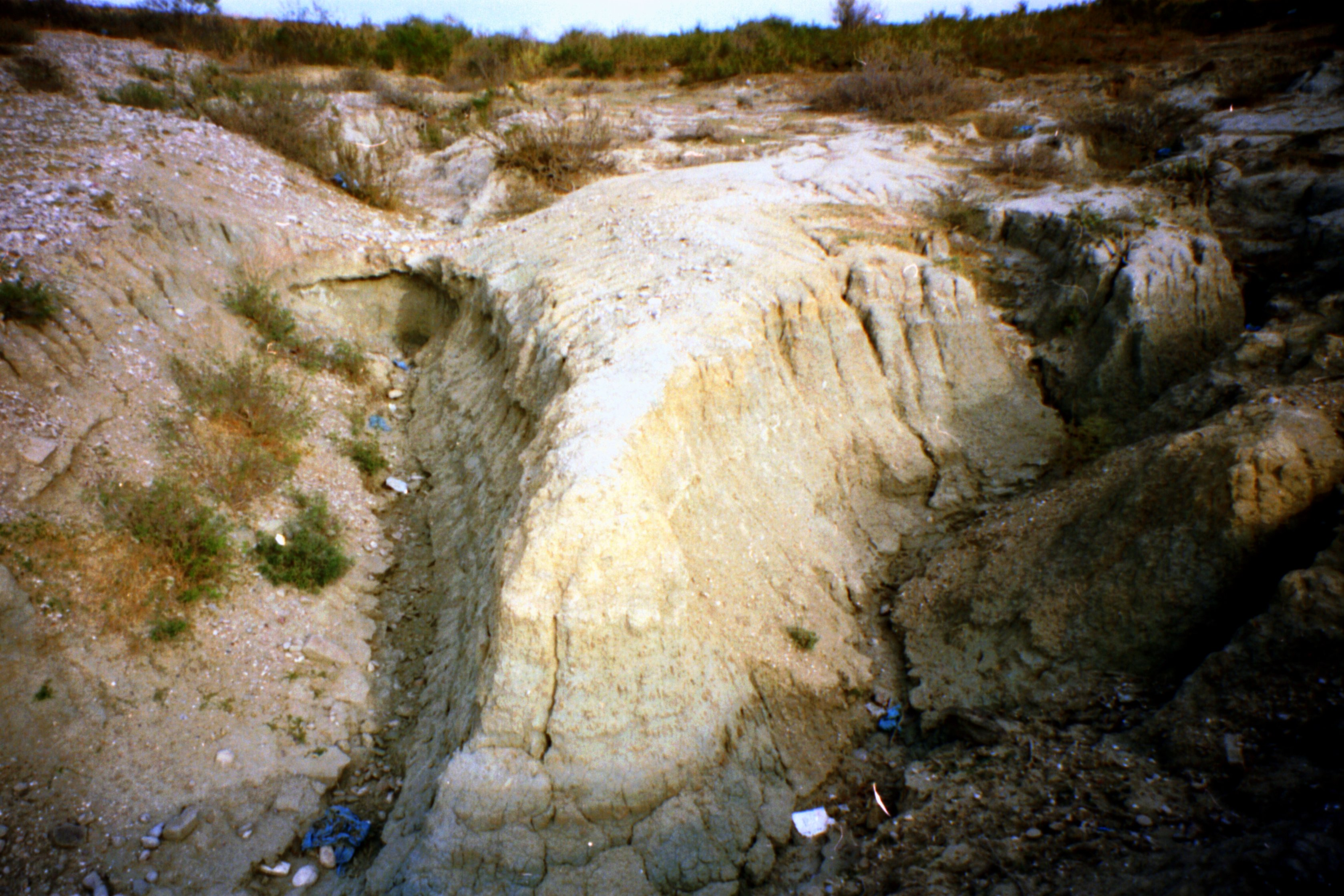
Ausgetrockneter Stauseegrund